# Wielkofutrzak
Wielkofutrzak (Lenomys) – rodzaj ssaków z podrodziny myszy (Murinae) w obrębie rodziny myszowatych (Muridae).

## Zasięg występowania
Rodzaj obejmuje jeden żyjący współcześnie gatunek występujący na Celebes.

## Morfologia
Długość ciała (bez ogona) 235–301 mm, długość ogona 240–298 mm, długość ucha 24–28 mm, długość tylnej stopy 46–50 mm; masa ciała 320–325 g (bez gatunku wymarłego).

## Systematyka
Rodzaj zdefiniował w 1898 roku angielski zoolog Oldfield Thomas na łamach Transactions of the Zoological Society of London. Na gatunek typowy Thomas wyznaczył (oryginalne oznaczenie) wielkofutrzaka sulaweskiego (L. meyeri). 

### Etymologia
Lenomys: gr. ληνος lēnos ‘wełna’; μυς mus, μυος muos ‘mysz’.

### Podział systematyczny
Do rodzaju należy jeden występujący współcześnie i jeden wymarły po 1500 roku gatunek:
- Lenomys meyeri (Jentink, 1879) – wielkofutrzak sulaweski
- Lenomys grovesi Musser, 2015 – takson wymarły